# Arabisk matematik
Med "arabisk matematik" omtales udviklingen af matematik i den arabisktalende verden i islams guldalder fra 800-tallet til 1400-tallet, med grundlæggende bidrag, der forandrede verdenshistorien, såsom algebra og de arabiske tal.
De arabiske tal bruges den dag i dag overalt i verdenen. Inden talsystemet blev bragt til Europa, brugte europæerne bogstaver fra deres alfabeter til regning og matematik, såsom latinske bogstaver, som kan stadig bruges i romertal.
Selvom de fleste islamiske tekster om matematik blev skrevet på arabisk, var ikke alle skrevet af arabere. På denne tid var arabisk et udbredt skriftsprog blandt lærde i de dele af verden som araberne havde erobret. Nogle af de vigtigste matematikere inden for den muslimske verden var persere.
En af de mest kendte matematikere var den persiske Muḥammad ibn Mūsā al-Ḵwārizmī, som levede i 800-tallet i Persien. Han arbejdede ved det berømte bibliotek og videnskabelige samlingspunkt Visdommens hus (Bayt al-Hikma) i Bagdad og skrev her flere vigtige bøger. De vigtigste af hans tekster var om de indisk-arabiske tal og om metoder til at løse ligninger. Ordet algoritme er afledt af hans navn, og ordet algebra stammer fra titlen på et af hans mest kendte værker: Al-Jabr wa-al-Muqabilah. Al-Khwarizmi bliver ofte anset som grundlæggeren af moderne algebra.
En videre udvikling af algebra finder man hos Abu Bakr al-Karaji (953 – 1029) i hans bog al-Fakhri. I 900-tallet blev værkerne af Diofant oversat fra græsk til arabisk af Abul Wafa.
Omar Khayyám – en persisk digter som levede i 1100-tallet – var også matematiker, og han skrev blandt andet en bog hvor han behandlede svaghederne i Euklids Elementerne. Han gav også en geometrisk løsning på kubiske ligninger, som bliver regnet for et af de mest originale bidrag fra datidens matematik. Han havde også stor indflydelse på kalenderreformerne. Som matematiker var Khayyám kendt for at have fundet en metode til at løse tredjegradsligninger. I 1070 skrev han sit mest kendte værk om algebra, hvor han klassificerede ligninger efter graden. Her præsenterede han også en metode for at løse andengradsligninger som er meget lig den vi bruger i dag.
Mens den arabiske matematik blomstrede helt frem til slutningen af 1400-tallet, var der lille matematisk aktivitet i Europa.
I 1200-tallet, var Leonardo af Pisa godt kendt med den arabiske matematik, og han er blandt andet kendt for at have bragt arabernes algebra til Europa. Den matematiske tradition blev genoptaget i Europa efter Middelalderen. Dette blev i stor grad gjort muligt af Adelards oversættelser fra 1100-tallet af arabiske værker til latin.
Nyere forskning har rettet opmærksomheden mod den store dybde i den arabiske matematik. Mange af de ideer som tidligere blev set på som nyskabelser af europæiske matematikere i 1500-tallet, 1600-tallet og 1700-tallet blev i virkeligheden udviklet af arabiske matematikere omkring fire århundreder tidligere. På mange måder ligger den matematik som studeres i dag meget nærmere den arabiske matematik end den gamle græske matematik.